# 1823年8月6日日食
1823年8月6日日食为一次在协调世界时1823年8月6日出現的日偏食。該次日食食分為0.2753。

## 概述
這次日食的食分是0.2753。

## 基本參數
- 類型：日偏食
- 食甚資料：
  - 日期：1823年8月6日
  - 時間：13時45分42秒
  - 地點：63S 79W
  - 食分：0.2753

## 外部連結
- NASA日食專頁（页面存档备份，存于）（英文）